# Aplidium lobatum
Aplidium lobatum är en sjöpungsart som beskrevs av Savigny 1816. Aplidium lobatum ingår i släktet Aplidium och familjen klumpsjöpungar. Inga underarter finns listade i Catalogue of Life.